# Équipe d'Argentine de football à la Copa América 1929
L'équipe d'Argentine de football participe à sa 12e Copa América lors de l'édition 1929 qui a eu lieu en Argentine du 1er novembre au 17 novembre 1929.

## Résultats
Les quatre équipes participantes sont réunies au sein d'une poule unique où chaque formation rencontre une fois ses adversaires. À l'issue des rencontres, l'équipe classée première remporte la compétition.
|   | Équipe    | Pts | J | G | N | P | BP | BC | Diff |
| - | --------- | --- | - | - | - | - | -- | -- | ---- |
| 1 | Argentine | 6   | 3 | 3 | 0 | 0 | 9  | 1  | +8   |
| 2 | Paraguay  | 4   | 3 | 2 | 0 | 1 | 9  | 4  | +5   |
| 3 | Uruguay   | 2   | 3 | 1 | 0 | 2 | 4  | 6  | -2   |
| 4 | Pérou     | 0   | 3 | 0 | 0 | 3 | 1  | 12 | -11  |

| 3 novembre  | Argentine | 3 | 0 | Pérou    |
| 10 novembre | Argentine | 4 | 1 | Paraguay |
| 17 novembre | Argentine | 2 | 0 | Uruguay  |

### Matchs
| 3 novembre 1929 | Argentine                       | 3 – 0                                                                                                   | Pérou | Stade Gasómetro (Buenos Aires)                 |                                                |
| | Peucelle 27e · Zumelzú 38e, 58e | (2 - 0)                                                                                                 |       | Spectateurs : 20 000 Arbitrage : Aníbal Tejada | Spectateurs : 20 000 Arbitrage : Aníbal Tejada |
| Bossio - Tarrío, Paternoster - J. Evaristo, Zumelzú, Orlandini - Peucelle, Rivarola, Ferreira, Seoane, M. Evaristo | Équipes                         | Pardón - Saldarriaga, Maquilón - Denegri, Galindo, Astengo - Ramírez, Rostaing, Góngora, Bulnes, Ortega |       | Spectateurs : 20 000 Arbitrage : Aníbal Tejada | Spectateurs : 20 000 Arbitrage : Aníbal Tejada |

| 10 novembre 1929                                                                                                   | Argentine                                       | 4 – 1 | Paraguay      | Stade Gasómetro (Buenos Aires)                 |                                                |
| | M. Evaristo 7e · Ferreira 24e, 48e · Cherro 50e | (2 - 0) | Domínguez 56e | Spectateurs : 20 000 Arbitrage : Julio Borelli | Spectateurs : 20 000 Arbitrage : Julio Borelli |
| Bossio - Tarrío, Paternoster - J. Evaristo, Zumelzú, Chividini - Peucelle, Rivarola, Ferreira, Cherro, M. Evaristo | Équipes                                         | Brunetti - Olmedo, Flóres - Aguirre, Díaz, Etcheverry - Nessi, Benítez Cáceres, González, Domínguez, Urbieta Sosa |               | Spectateurs : 20 000 Arbitrage : Julio Borelli | Spectateurs : 20 000 Arbitrage : Julio Borelli |

| 17 novembre 1929                                                                                                   | Argentine                      | 2 – 0                                                                                       | Uruguay | Stade Gasómetro (Buenos Aires)                |                                               |
| | Ferreira 14e · M. Evaristo 77e | (1 - 0)                                                                                     |         | Spectateurs : 60 000 Arbitrage : Miguel Barba | Spectateurs : 60 000 Arbitrage : Miguel Barba |
| Bossio - Tarrío, Paternoster - J. Evaristo, Zumelzú, Chividini - Peucelle, Rivarola, Ferreira, Cherro, M. Evaristo | Équipes                        | Mazali - Nasazzi, Arispe - Fernández, Silva, Gestido - Píriz, Castro, Arremón, Cea, Campolo |         | Spectateurs : 60 000 Arbitrage : Miguel Barba | Spectateurs : 60 000 Arbitrage : Miguel Barba |

| Copa América 1929 - Vainqueur Argentine 4e titre |